# 桑德希爾 (紐約州)
桑德希爾（英語：Sand Hill）是位於美國紐約州伊利縣的非建制地區。

## 地理
桑德希爾所處的海拔為高於海平面186米（即610英呎），而該地所採用的時區為UTC-5，即北美东部时区（EST）。同時該地設有夏令時間，為UTC-5調快一小時，即UTC-4（EDT）。